# Epanaphe distalis
Epanaphe distalis är en fjärilsart som beskrevs av M.Gaede 1928. Epanaphe distalis ingår i släktet Epanaphe och familjen tandspinnare. Inga underarter finns listade i Catalogue of Life.